# Όrοs Erymanthοs
Όrοs Erymanthοs este o arie protejată (arie de protecție specială avifaunistică — SPA) din Grecia întinsă pe o suprafață de 39.020,94 ha, integral pe uscat.

## Localizare
Centrul sitului Όrοs Erymanthοs este situat la coordonatele 37°55′41″N 21°50′34″E / 37.928056°N 21.842797°E.

## Înființare
Situl Όrοs Erymanthοs a fost declarat arie de protecție specială avifaunistică în martie 2010 pentru a proteja 25 de specii de animale.

## Biodiversitate
Situată în ecoregiunea mediteraneană, aria protejată nu include niciun habitat protejat.
La baza desemnării sitului se află mai multe specii protejate de  păsări (25): uliu cu picioare scurte (Accipiter brevipes), pescăruș albastru (Alcedo atthis), fâsă-de-câmp (Anthus campestris), lăstunul mare (Apus apus), buha (Bubo bubo), șorecarul comun (Buteo buteo), caprimulg (Caprimulgus europaeus), șerpar (Circaetus gallicus), lăstun de casă (Delichon urbicum), ciocănitoare cu spate alb (Dendrocopos leucotos), Emberiza caesia, presură de grădină (Emberiza hortulana), șoim călător (Falco peregrinus), Hippolais olivetorum, rândunică (Hirundo rustica), sfrâncioc roșiatic (Lanius collurio), Leiopicus medius, ciocârlie de pădure (Lullula arborea), prigoare (Merops apiaster), codobatura galbenă (Motacilla flava), vrabie negricioasă (Passer hispaniolensis), viespar (Pernis apivorus), turturică (Streptopelia turtur), Sylvia ruppeli, Tachymarptis melba.
Pe lângă speciile protejate, pe teritoriul sitului au mai fost identificate 33 de specii de plante, 1 specie de păsări, 1 specie de nevertebrate.